# Chaetodon rafflesii
Poisson-papillon quadrillé, Poisson-papillon grillagé
Espèce
Statut de conservation UICN

 LC  : Préoccupation mineure
Chaetodon rafflesii, communément nommé Poisson-papillon quadrillé ou Poisson-papillon grillagé, est une espèce de poisson marin de la famille des Chaetodontidae.
Le Poisson-papillon quadrillé est présent dans les eaux tropicales de l'Indo-Pacifique.
Sa taille maximale est de 18 cm mais la taille commune est de 15 cm.